# Mateus Brunetti
Mateus Brunetti Valor (ur. 18 listopada 1999 w São Paulo) – brazylijski piłkarz pochodzenia włoskiego występujący na pozycji środkowego obrońcy, od 2021 roku zawodnik słowackiego DAC Dunajská Streda.